# 斷線 (電影)
《斷線》（英語：Fractured）是一部2019年美國心理驚悚片，由布雷·安德森執導，亞倫·B·麥克艾洛伊編劇，主演包括山姆·沃辛頓、莉莉·拉貝、史蒂芬·托波羅斯基、阿卓·亞安多和露西·卡普里（Lucy Capri）。講述一位父親將受傷的女兒送進一間醫院後，發現妻女就此失蹤，質疑這間醫院有著不為人知的祕密。
編劇麥克艾洛伊以一次到醫院的經歷構思了故事並編寫劇本，當中引用了亞佛烈德·希區考克電影的風格。Netflix聘請安德森執導，演出陣容在2018年11月至12月間找齊。主要拍攝取景於加拿大曼尼托巴省温尼伯。電影於
2019年9月22日登上奇幻影展舉行全球首映，2019年10月11日在Netflix上線。《斷線》收到影評間褒貶不一的評價，多半批評對懸疑的營造手法，安德森的導演技巧和沃辛頓的表演皆收到好壞參半的意見。

## 劇情
感恩節拜訪喬安的父母後，瑞與妻子喬安和女兒佩瑞開車回家。瑞和喬安正因婚姻觸礁而爭論。佩瑞想上廁所且聽音樂設備沒電，一家人停在一間加油站，讓瑞則因現金不足而沒買女兒所需的電池，但自己偷偷買了兩小瓶酒並欺騙妻子這家店沒賣電池。佩瑞找不到她的小鏡子，喬安到洗手間找，瑞搜索後座。當雷心煩意亂時，佩瑞被一旁廢棄工地的氣球吸引並碰上了一隻對她大吠的流浪狗。佩瑞因畏懼而不斷向後退，雷扔一塊石頭來嚇唬狗，但這導致女兒掉進後方的坑中；雷則為了抓住她而一起掉下去並摔傷了頭。他迷迷糊糊地醒來，喬安心疼受傷的佩瑞並希望瑞補救。在他的頭腦清醒後，他抱起佩瑞並決定在他們幾英里前經過的一家醫院治療女兒受傷的胳膊。
在入院過程中，這對夫婦被問及他們是否願意將佩瑞列入器官捐贈登記冊，他們表示拒絕。佩瑞被貝蘭醫生看過胳膊後，希望她做一次CAT掃描，以防她頭部受傷。喬安陪她到地下室的掃描間，瑞則等候區睡著了好幾小時。幾個小時後，瑞醒來並詢問醫院工作人員是否能見他的妻子和女兒，但被告知院方沒有母女倆的記錄。大多數醫生都已換班，唯一還在的護士安指稱，瑞士獨自前來、接受頭部受傷的治療。瑞變得心煩意亂，受到保全傑夫制伏並服用鎮靜劑後被鎖在一間房間裡。瑞自行從醫院逃脫，之後找上兩名警察協助調查，他懷疑這間醫院在搞鬼。
進一步的證據表明，瑞的家人從未去過醫院，但瑞堅持不信並認為院方人員聯合起來欺騙自己；他被警察和精神科的艾薩克醫生帶到加油站，調查妻女受傷的地方。艾薩克知曉瑞是名正在康復的酒鬼，他的第一任妻子艾比六年前帶著未出生的孩子去世，她認為車禍對瑞造成心理創傷。眾人在坑裡發現了一大塊血跡，警方因懷疑瑞謀殺妻女而試圖逮捕他；艾薩克推斷瑞在殺了妻女後因創傷產生自我保護的「幻覺」蒙蔽了精神。在返回醫院之前，瑞拿起一名警官的槍將所有人鎖在加油站。在勒死保全傑夫後，他搭電梯到達地下室，發現喬安和佩瑞在手術台上將被白天見過的醫護人員們取走人體器官。瑞將被下藥的妻女拖出手術室時，一名醫生壓制他，但瑞朝燈開了一槍，導致外洩的氣體引爆，醫護人員們受傷倒地。瑞順利載母女上車。
當一家人開車離開時，鏡頭揭露後座的母女其實是一名被麻醉的男性重病患者。原來，當初佩瑞在掉進坑裡時就已死亡，而喬安則被意識迷糊的瑞推倒、頭部被一根鋼筋刺穿。他們的屍體一直都在瑞汽車的後備箱裡，而去醫院的事件是瑞的心理試圖否認命案事實的結果。誤將該患者載走、仍未看清一切的瑞開著車，輕鬆的表情逐漸凝固。

## 演員

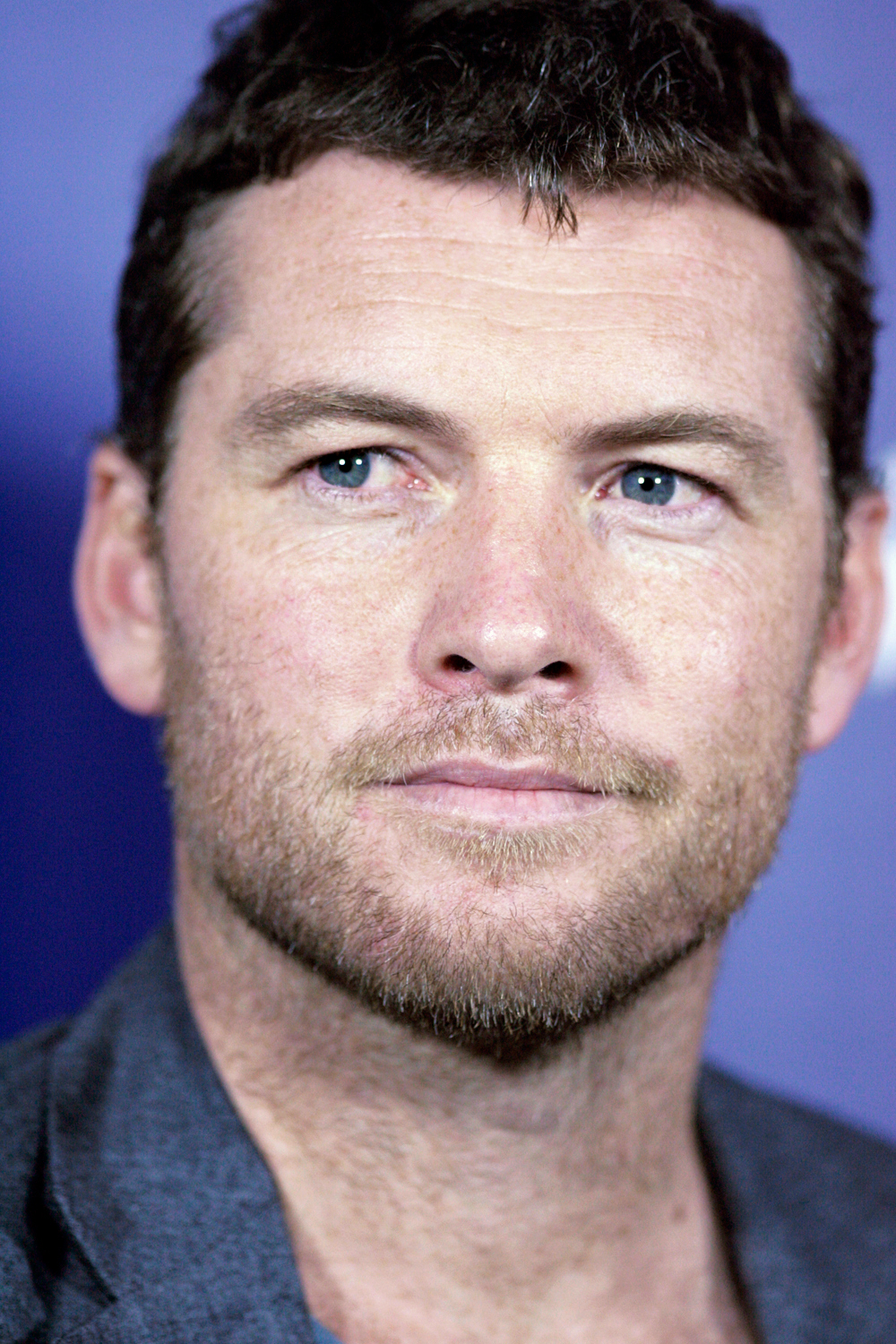
山姆·沃辛頓

- 山姆·沃辛頓飾演瑞·孟羅（Ray Monroe）[7]
- 莉莉·拉貝（英语：Lily Rabe）飾演喬安·孟羅（Joanne Monroe）[8]
- 史蒂芬·托波羅斯基（英语：Stephen Tobolowsky）飾演貝蘭醫生（Dr. Berthram）[8]
- 阿卓·亞安多（英语：Adjoa Andoh）飾演艾薩克醫生（Dr. Isaacs）[8]
- 露西·卡普里（Lucy Capri）飾演佩瑞·孟羅（Peri Monroe）[8]
- 勞倫·柯克蘭（Lauren Cochrane）飾演奇爾奇斯警官（Officer Chilches）[9]
- 蕭恩·迪恩（Shane Dean）飾演葛里格斯警官（Officer Griggs）[9]
- 克里斯·西古德森（Chris Sigurdson）飾演魯加多醫生（Dr. Lugado）[9]
- 查德·布魯斯（Chad Bruce）飾演保全傑夫（Security Guard Jeff）[9]
- 史蒂芬妮·西（Stephanie Sy）飾演護士安（Nurse Anne）[9]
- 多蘿西·卡羅爾（Dorothy Carroll）飾演文職人員[9]
- 艾瑞克·阿塔瓦萊（Erik Athavale）飾演布魯斯·沃爾克醫生（Dr. Bruce Volk）[9]

## 製作
《斷線》講述一名男人必須拾起勇氣和理智，以找出在急診室失蹤的妻女；故事由亞倫·B·麥克艾洛伊構思並編寫劇本，參考了亞佛烈德·希區考克的電影。麥克艾洛伊某日帶著妻女去醫院，萌生了想法：「當他們走過那些門時，他們會去哪裡？」「如果他們（消失了）怎麼辦？」於是他開始圍繞著這個點子構思並將其寫成劇本。看希區考克電影長大的麥克艾洛伊表示，「我喜歡那些你不確定自己是誰、也不知道為何人們試圖否認你自認了解自我的故事。」劇本完成後，Netflix批准製作並隨製片人將劇本帶給導演布雷·安德森。安德森喜歡這份劇本，且認為《斷線》整體與自己過去的作品《恐怖斷魂屋》（2001年）相似；安德森一直想和Netflix合作，認為該公司對於獨立電影人而言有利於掌控故事創意權，加上身兼製作和發行公司，安德森自己無須再去處理國際銷售之類的業務，並補充：
話雖如此，我喜歡的是故事本身、被當中的人物所吸引，他們追求尋找自我，但到頭來發現在那嘗試對抗的某種威脅或敵對勢力其實就是他們自己。這感覺像是又一次以略有不同的方式探索該主題的機會。
安德森願意執導該片的另一項原因是想拍與前作——政治驚悚片《高壓行動》（2018年）不同的題材，《斷線》與其相比更加黑暗。對於電影的恐怖風格，安德森將該片設定成來自內心的恐懼：「裡頭有可怕的元素，但並非直接的恐怖。」但麥克艾洛伊和安德森都認為比起恐怖片，該片較屬於心理驚悚片。2018年11月，Netflix將電影製作消息對外公開，宣布山姆·沃辛頓簽約主演，保羅·希夫、尼爾·埃德爾斯坦和麥克·馬卡里（Mike Macari）擔任監製。沃辛頓之前就在《末世異種》（2018年）與Netflix合作過。2018年12月，莉莉·拉貝、史蒂芬·托波羅斯基、阿卓·亞安多和露西·卡普里（Lucy Capri）加入演出陣容。拉貝表示，自己是導演安德森作品的粉絲，深信他的才華。
主要拍攝於2018年12月展開，直至2019年1月宣告殺青，主要在加拿大曼尼托巴省温尼伯和鄰近的賽爾柯克和馬特洛克拍攝。劇組借用了一間廢棄的醫院當作取景地，並花了三個星期內將整間建築塗成了灰色。這間醫院位於賽爾柯克，且在附近建造新設施後荒廢，平時感覺有些怪異；經常有報導稱「拿著鮮花的人在這100%空蕩蕩的醫院裡走來走去尋找他們的親人」。而片中的加油站則在吉姆利小镇8號高速公路旁。部分取景地還包括曼尼托巴大學。
此外，片方未經俾斯麥警方的允許下出場了幾名俾斯麥警察，所以片中的警察皆戴上自創的警察臂章。俾斯麥警方直到電影正式推出後才知曉此事。

## 音樂
電影配樂的曲目由安東·桑科譜寫，在樂譜中引用了多名藝人創作的曲目。片中主角瑞為女兒哼的〈唱一首彩虹〉取自亞瑟·漢密爾頓編寫的歌曲。
| 曲目列表 | 曲目列表                               | 曲目列表                   |
| 曲序     | 曲目                                   | 词曲                       |
| -------- | -------------------------------------- | -------------------------- |
| 1.       | 點點滴滴（Bits and Pieces）                           | 麥特·史密斯（Matt Smith）            |
| 2.       | 唱一首彩虹                             | 亞瑟·漢密爾頓              |
| 3.       | 第三交響曲「英雄」葬禮進行曲：慢板（Symphony No. 3 'Eroica' Marcia Funebre: Adagio Assai） | 路德維希·范·貝多芬         |
| 4.       | 無意識的記憶（Unconscious Memories）                       | 艾迪·弗洛爾（Addy Flor）            |
| 5.       | 沒有人掉隊（No Man Left Behind）                         | 陶德·哈柏曼（Todd Haberman）            |
| 6.       | 最高榮譽（The Highest Honour）                           | 安德魯·詹姆斯·克里斯蒂（Andrew James Christie） |
| 7.       | 為你瘋狂（Mad About You）                           | 亨茲·基斯林                |
| 8.       | 一顆心（A La Heart）                             | 弗雷德·拉瑟（Fred Lasser）            |
| 9.       | 月光之吻（Moonbeam Kiss）                           | 喬·布魯克（Joe Brook）              |

## 發行
《斷線》2019年9月22日在奇幻影展上舉行全球首映，導演安德森、編劇麥克艾洛伊和演員拉貝均出席活動上半場。2019年10月3日在錫切斯國際奇幻影展放映。2019年10月11日上線Netflix，納為迎接万圣夜檔期的電影。首支預告片發表於2019年9月20日。

## 反響

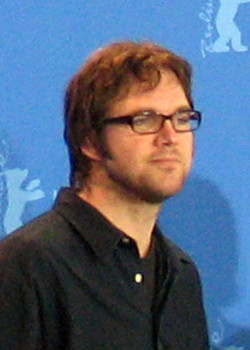
影評大多批評導演布雷·安德森營造懸念的手法

《斷線》在Netflix上線後不久，許多觀眾在社交媒體上表示，對接近尾聲轉折導致的結局感到目瞪口呆。然而，電影在影評界獲得褒貶不一的評價，負面聲量居多。評論匯總網站爛番茄根據29條評論，本片獲得59%的新鮮度，均分5.70／10；共識評論：「由山姆·沃辛頓的精彩演出領銜下，《斷線》以足夠的刺激來彌補一則常見的故事，可謂走向合理的懸疑片。」在Metacritic網站上根據5條評論，獲得36分，屬「普遍負評」。
給予差評的影評主要詬病安德森的導演技巧、劇本套路，而沃辛頓的表演則好壞參半。《好萊塢報導》的法蘭克·謝克稱讚沃辛頓令人緊張的演出效果十足，得以讓觀眾同情其角色，但否定電影的節奏和營造氛圍的手法：「在種種錯誤的因素下，心理懸念根本是在折磨人。」。的布萊恩·塔勒里科（Brian Tallerico）從滿分4星中僅給出1星，批評電影氛圍沉悶、恐懼感不足、套路重複，缺乏令人難忘的人物，並在評論中寫道：「慘絕人寰的該片從未將任何涵義安排得當，把其『寓意』像糟糕的學期論文一樣掛在袖子上，再以一種令你不滿的方式作結，而非渴望秀出任何涵義與否。」網站的克里斯提·普奇科（Kristy Puchko）批評安德森營造懸念的手法刻意且過時，並認為沃辛頓的魅力不足，對電影沒有加太多分。
《財富》雜誌的艾薩克·費爾德伯格（Isaac Feldberg）稱電影缺乏夠格的影星魅力和獨創的敘事來吸引人看下去。Collider網站的阿利·福奇（Aleigh Foutch）將電影評為「C」，指出擅長驚悚領域的安德森搞砸了本該極具恐懼和驚慌的橋段，劇本也拖了導演後腿。他認為結局有三至四種可能的走向，但《斷線》卻選了最好猜的那條路走。Bloody Disgusting的梅根·納瓦羅（Meagan Navarro）給予電影2.5顆骷髏（滿分6顆）的負評，認為不論安德森在怎麼努力，仍無法彌補其老套且好猜的缺失。
相較之下，《衛報》的班傑明·李（Benjamin Lee）評價偏正面，從滿分5星中給予電影3星；認為雖然驚喜不多且沃辛頓的表演能力有限，但奇特的謎團故事和導演令人出乎意料的巧思，《斷線》仍值得一看。《奧斯汀紀事》的馬修·莫納格爾（Matthew Monagle）也給出好評，表示：「對於那些需要播放休閒驚悚片且著迷布雷·安德森其他作品的人而言，《斷線》將是流媒體平台一記受歡迎的生力軍。」《溫尼伯自由報》的蘭道·金（Randall King）評論：「雖然該片與《克里斯汀貝爾之黑暗時刻》一樣無情黯淡，但不可否認見到許多當地演員徘徊於無辜和險惡間的表演來增添令人抓狂的曖昧，無疑十分有趣。」網站的弗雷德里克·弗贊（Federico Furzan）將電影評為2.5／4分的中等評價，在評論中寫道：「想達到後勁強烈的結局但最終落入乏味，實在痛苦不已，本來能是部更好的電影。」2021年，TheWrap網站影評人艾力·諾布爾（Alex Noble）評選Netflix原創恐怖片排名（依據爛番茄指數由好到差排序），《斷線》排於第16位。
《斷線》常被形容成希區考克式的電影，尤其與《貴婦失蹤案》（1938年）相似。《印度斯坦时报》的羅漢·納哈（Rohan Naahar）肯定《斷線》在前一個小時中的扣人心弦：大氣的攝影、毛骨悚然的鋼琴配樂、機智且明快的節奏；但直到第三幕故事走向改變後逐漸崩壞，從而丟失了安德森精心營造的張力。但他認為《斷線》仍比題材類似的《空中危機》（2005年）更好。IndieWire網站的大衛·埃爾利希（David Ehrlich）也指出，《空中危機》只是單純將《貴婦失蹤案》的故事場景改成飛機上，但《斷線》則是將其套入美國醫療保健體系的暗喻中，較前者更有新鮮感。但批評《斷線》最後偏離了醫學道德的議題探討，使之走向乏味、混亂。
電影開放結局讓觀眾留下了「主角是否會察覺真相」的懸念，導演解釋：「你能說他活在自欺欺人中比活在現實中更好。這就是電影結尾的問題，看你對事物的看法有多黯淡。」此外，主角瑞在結局的最後一幀表情凝固，這源於沃辛頓的即興發揮。

## 外部連結
- 在Netflix上觀看《斷線》
- 互联网电影数据库（IMDb）上《斷線》的资料（英文）
- 爛番茄上《斷線》的資料（英文）
- Metacritic上《斷線》的資料（英文）
- 豆瓣电影上《斷線》的資料 （简体中文）